# Metal alternatywny
Metal alternatywny (ang. alternative metal) – styl muzyki heavymetalowej, wywodzący się z amerykańskiej sceny rocka alternatywnego, który zdobył popularność na początku lat 90. XX wieku. Charakteryzują go typowe dla muzyki metalowej ciężkie riffy, połączone z niekonwencjonalnymi tekstami i rytmiką, oraz odwołaniami do innych stylów muzycznych. Muzyka wielu z wczesnych przedstawicieli tego nurtu zawiera eksperymenty formalne, późniejsi inspirowali się głównie grunge i metalem industrialnym.
Wybrani przedstawiciele: Faith No More, Marilyn Manson, Mudvayne, Soulfly, System of a Down, Slipknot, Korn, Deftones, Stone Sour, Godsmack, Linkin Park, Alice in Chains, Soundgarden, i Evanescence.

## Historia
Metal alternatywny wywodzi się z amerykańskiej sceny rocka alternatywnego końca lat 80. XX wieku. Praktycznie wszystkie zespoły reprezentujące ten gatunek mają swoje korzenie w amerykańskiej scenie podziemnej. Część zespołów wywodzi się z różnych nurtów muzycznych, np. takich jak hardcore punk (Corrosion of Conformity), post hardcore/noise rock (Helmet, The Jesus Lizard), grunge/heavy metal (Alice in Chains, Soundgarden), lub industrial (Ministry, Nine Inch Nails).
Zespoły takie jak Faith No More czy Living Colour są zaliczane jako przedstawiciele metalu alternatywnego, ale są zarazem przykładem otwartości na eksperymenty w łączeniu wielu gatunków, takich jak np. funk czy hip hop.
W latach 90. XX wieku metal alternatywny stał się bardziej jednolity i inspiracją dla wielu zespołów takich jak Rage Against the Machine, Korn, Deftones, Nine Inch Nails czy Helmet. Agresywne riffy grupy Korn, akustyczne ballady Staind i rap rock w wykonaniu grupy Limp Bizkit pozwoliły na stworzenie nowego ruchu muzycznego, który stał się znany jako nu metal.